# ادلباخ (کال)
ادلباخ (به آلمانی: Edelbach) یک رود در آلمان است که در بایرن واقع شده‌است.